# Sandrine Testud
Pour les articles homonymes, voir Testud.
Sandrine Testud, née le 3 avril 1972 à Lyon, est une joueuse de tennis française, professionnelle de 1989 à 2005.
Vainqueur de sept tournois WTA pendant sa carrière dont trois en simple, elle a atteint le 9e rang mondial en 2000 et deux quarts de finale en Grand Chelem.

## Carrière
Originaire de Saint-Genis-Laval, Sandrine Testud est la fille de Daniel, ingénieur en génie-civil et de Josette. Elle débute le tennis à 10 ans au TCSGL puis obtient une bourse fédérale après avoir été repérée par la ligue du Lyonnais. Elle devient championne de France minime en 1986 puis junior en 1989. Elle fréquente alors le Centre National d'Entraînement pendant deux ans et demi à Paris où elle est suivie à ses débuts par Philipe Duxin.
Devenue professionnelle en 1989, Sandrine Testud intègre le top 100 en 1991. Son premier fait d'arme est un huitième de finale à l'Open d'Australie 1994 où elle bat Helena Suková avant de s'incliner face à la n°1 mondiale Steffi Graf. Elle intègre le top 50 en 1995 grâce à des demi-finales à Strasbourg et San Diego. En 1996, elle se hisse notamment au 3e tour à Roland-Garros et en huitièmes de finale à l'US Open.
1997 marque son entrée au plus haut niveau. Elle finit l'année à la 13e place mondiale et gagne la Fed Cup avec l'équipe de France aux côtés de Mary Pierce et Nathalie Tauziat où elle apporte le point de la victoire face aux Pays-Bas de Brenda Schultz. Sur le circuit WTA, elle décroche son premier titre à Palerme, atteint la finale à Atlanta et joue les quarts de finale à Miami et Indian Wells. En Grand Chelem, elle atteint les huitièmes à Wimbledon après une victoire sur Monica Seles et se hisse en quart de finale à l'US Open.
La saison 1998 est aussi pour elle remarquable, avec un quart de finale à l'Open d'Australie et un triomphe au prestigieux Grand Prix de Filderstadt en battant quatre joueuses du top 20 de suite (Anke Huber, Serena Williams, Dominique Monami et la numéro deux mondiale Lindsay Davenport en finale). Elle participe aussi à la Hopman Cup 1999 avec Guillaume Raoux.
Sandrine Testud maintient son excellent niveau avec une belle régularité au cours des trois saisons suivantes, atteignant même la 9e place au classement mondial le 7 février 2000, permettant ainsi à la France de disposer de quatre représentantes dans le top 10 (avec Pierce, Tauziat et Halard), un record absolu pour le tennis français. En double, elle atteint la finale de l'US Open 1999 associée à l'américaine Chanda Rubin, mais la paire s'incline en 3 sets face aux sœurs Williams. En 2001, elle remporte son troisième et dernier titre WTA en simple à Hawaï au tournoi de Waikoloa en battant Justine Henin dans une finale retardée de 24 heures en raison des attentats du 11 septembre 2001.
En 2002, après une défaite au 2e tour de Wimbledon face à sa compatriote Mary Pierce, elle annonce qu'elle met un terme à sa carrière en raison d'une grossesse. Elle revient néanmoins en 2004, sans grand succès en simple (trois victoires, onze défaites). En double, elle atteint toutefois les demi-finales à Roland-Garros associée à Roberta Vinci, sa partenaire de double habituelle. Elle signe cinq ultimes apparitions sur les courts en double en 2005.
Au cours de sa carrière, cette joueuse opiniâtre rarement battue par des adversaires moins bien classées, a joué nombre de matchs spectaculaires, notamment face à sa bête noire Martina Hingis, qu'elle n'a jamais vaincue en seize tentatives. Elle compte néanmoins des succès prestigieux face à des joueuses de premier plan parmi lesquelles Monica Seles, Lindsay Davenport, Arantxa Sánchez Vicario, Amélie Mauresmo, Jennifer Capriati, Serena Williams ou encore Venus Williams.
De 1992 à 2002, elle a aussi participé sans exception, à tous les tournois du Grand Chelem, soit quarante-trois éditions consécutives. Preuve de sa régularité au plus haut niveau, elle s'est qualifiée pour les Masters féminin cinq années de suite de 1997 à 2001, avec pour meilleure performance une demi-finale lors de sa dernière participation.

## Reconversion
Sandrine Testud devient consultante sur des chaînes telles que Orange sport, Ma Chaîne Sport et Canal +, puis passe son diplôme d'État. Elle est championne du monde de tennis des plus de 40 ans en 2013 et 2014.
Initiée au padel en 2015 à Rome, Sandrine Testud se lance dans la compétition pour rapidement devenir l'une des meilleures joueuses d'Italie. Quelques mois après ses débuts, elle devient capitaine de l'équipe italienne aux Championnats d'Europe par équipe, s'inclinant face au Portugal en demi-finales. En 2017, à Estoril, l'équipe échoue à nouveau au stade des demi-finales contre l'Espagne.
En avril 2021, pour son premier tournoi de l'année, Sandrine Testud s'impose en double dames (avec Beatrice Campagna) et en double mixte (avec Cristiano Aristotile) à l'Open Fonti de Trevi qui rassemblait les meilleurs joueurs italiens.

## Vie privée
Installée à Rome à côté du Tennis Club Parioli depuis la fin des années 1990, elle fait la rencontre en 1995 à Miami de l'ancien joueur Vittorio Magnelli qui deviendra son entraîneur puis un temps son mari. Elle est mère de deux filles, Isabella née en 2003 et Sophie née en 2006.

## Palmarès

### Titres en simple dames
| No | Date       | Nom et lieu du tournoi             | Catégorie | Dotation  | Surface      | Finaliste         | Score         |          |
| -- | ---------- | ---------------------------------- | --------- | --------- | ------------ | ----------------- | ------------- | -------- |
| 1  | 14-07-1997 | Torneo Internazionale, Palerme     | Tier IV   | 163 000 $ | Terre (ext.) | Elena Makarova    | 7-5, 6-3      | Parcours |
| 2  | 05-10-1998 | Porsche Tennis GP, Filderstadt     | Tier II   | 450 000 $ | Dur (int.)   | Lindsay Davenport | 7-5, 6-3      | Parcours |
| 3  | 10-09-2001 | Big Island Championships, Waikoloa | Tier IV   | 140 000 $ | Dur (ext.)   | Justine Henin     | 6-3, 2-0, ab. | Parcours |

### Finales en simple dames
| No | Date       | Nom et lieu du tournoi               | Catégorie | Dotation    | Surface         | Vainqueure        | Score     |          |
| -- | ---------- | ------------------------------------ | --------- | ----------- | --------------- | ----------------- | --------- | -------- |
| 1  | 18-08-1997 | US Hard Court Championships, Atlanta | Tier II   | 450 000 $   | Dur (ext.)      | Lindsay Davenport | 6-4, 6-1  | Parcours |
| 2  | 06-07-1998 | Skoda Czech Open, Prague             | Tier III  | 160 000 $   | Terre (ext.)    | Jana Novotná      | 6-3, 6-0  | Parcours |
| 3  | 25-10-1999 | Generali Open, Linz                  | Tier II   | 520 000 $   | Moquette (int.) | Mary Pierce       | 7-6, 6-1  | Parcours |
| 4  | 31-01-2000 | Toray Pan Pacific Open, Tokyo        | Tier I    | 1 080 000 $ | Moquette (int.) | Martina Hingis    | 6-3, 7-5  | Parcours |
| 5  | 08-01-2001 | Canberra International, Canberra     | Tier III  | 170 000 $   | Dur (ext.)      | Justine Henin     | 6-2, 6-2  | Parcours |
| 6  | 12-02-2001 | Qatar Total FinaElf Open, Doha       | Tier III  | 170 000 $   | Dur (ext.)      | Martina Hingis    | 6-3, 6-2  | Parcours |
| 7  | 18-02-2002 | Duty Free Women’s Open, Dubaï        | Tier II   | 585 000 $   | Dur (ext.)      | Amélie Mauresmo   | 6-4, 7-63 | Parcours |

### Titres en double dames
| No | Date       | Nom et lieu du tournoi                | Catégorie | Dotation  | Surface         | Partenaire    | Finalistes                     | Score         |          |
| -- | ---------- | ------------------------------------- | --------- | --------- | --------------- | ------------- | ------------------------------ | ------------- | -------- |
| 1  | 04-10-1999 | Porsche Tennis Grand Prix Filderstadt | Tier II   | 520 000 $ | Dur (int.)      | Chanda Rubin  | Larisa Neiland Arantxa Sánchez | 6-3, 6-4      | Parcours |
| 2  | 07-02-2000 | Open Gaz de France Paris              | Tier II   | 535 000 $ | Moquette (int.) | Julie Halard  | Åsa Carlsson Émilie Loit       | 3-6, 6-3, 6-4 | Parcours |
| 3  | 24-07-2000 | Bank of the West Classic Stanford     | Tier II   | 535 000 $ | Dur (ext.)      | Chanda Rubin  | Cara Black Amy Frazier         | 6-4, 6-4      | Parcours |
| 4  | 12-02-2001 | Qatar Total FinaElf Open Doha         | Tier III  | 170 000 $ | Dur (ext.)      | Roberta Vinci | Kristie Boogert Miriam Oremans | 7-5, 7-64     | Parcours |

### Finales en double dames
| No | Date       | Nom et lieu du tournoi             | Catégorie | Dotation    | Surface         | Vainqueures                          | Partenaire               | Score         |          |
| -- | ---------- | ---------------------------------- | --------- | ----------- | --------------- | ------------------------------------ | ------------------------ | ------------- | -------- |
| 1  | 13-04-1992 | Volvo Open Pattaya                 | Tier V    | 100 000 $   | Dur (ext.)      | Isabelle Demongeot Natalia Medvedeva | Pascale Paradis          | 6-1, 6-1      | Parcours |
| 2  | 31-07-1995 | Toshiba Tennis Classic San Diego   | Tier II   | 430 000 $   | Dur (ext.)      | Gigi Fernández Natasha Zvereva       | Alexia Dechaume-Balleret | 6-2, 6-1      | Parcours |
| 3  | 26-10-1998 | Challenge Bell Québec              | Tier III  | 164 250 $   | Moquette (int.) | Lori McNeil Kimberly Po              | Chanda Rubin             | 6-7, 7-5, 6-4 | Parcours |
| 4  | 30-08-1999 | US Open Flushing Meadows           | G. Chelem | 6 235 000 $ | Dur (ext.)      | Serena Williams Venus Williams       | Chanda Rubin             | 4-6, 6-1, 6-4 | Parcours |
| 5  | 08-11-1999 | Advanta Championships Philadelphie | Tier II   | 520 000 $   | Moquette (int.) | Lisa Raymond Rennae Stubbs           | Chanda Rubin             | 6-1, 7-6      | Parcours |
| 6  | 15-10-2001 | Swisscom Challenge Zurich          | Tier I    | 1 185 000 $ | Dur (int.)      | Lindsay Davenport Lisa Raymond       | Roberta Vinci            | 6-3, 2-6, 6-2 | Parcours |
| 7  | 18-02-2002 | Duty Free Women’s Open Dubaï       | Tier II   | 585 000 $   | Dur (ext.)      | Barbara Rittner María Vento-Kabchi   | Roberta Vinci            | 6-3, 6-2      | Parcours |

## Parcours en Grand Chelem

### En simple dames
| Année | Open d'Australie | Open d'Australie  | Internationaux de France | Internationaux de France | Wimbledon       | Wimbledon           | US Open         | US Open           |
| ----- | ---------------- | ----------------- | ------------------------ | ------------------------ | --------------- | ------------------- | --------------- | ----------------- |
| 1990  | -                | -                 | 1er tour (1/64)          | Jennifer Capriati        | -               | -                   | -               | -                 |
| 1991  | -                | -                 | 1er tour (1/64)          | Petra Langrová           | -               | -                   | -               | -                 |
| 1992  | 2e tour (1/32)   | Arantxa Sánchez   | 2e tour (1/32)           | Jennifer Capriati        | 1er tour (1/64) | Cristina Tessi      | 2e tour (1/32)  | Jennifer Capriati |
| 1993  | 1er tour (1/64)  | Jana Novotná      | 1er tour (1/64)          | Kathy Rinaldi            | 1er tour (1/64) | Amanda Coetzer      | 1er tour (1/64) | Conchita Martínez |
| 1994  | 4e tour (1/8)    | Steffi Graf       | 1er tour (1/64)          | Anke Huber               | 1er tour (1/64) | Wiltrud Probst      | 2e tour (1/32)  | Gigi Fernández    |
| 1995  | 3e tour (1/16)   | Lindsay Davenport | 2e tour (1/32)           | Lindsay Davenport        | 2e tour (1/32)  | Judith Wiesner      | 3e tour (1/16)  | Jana Novotná      |
| 1996  | 1er tour (1/64)  | Irina Spîrlea     | 3e tour (1/16)           | Iva Majoli               | 2e tour (1/32)  | M.J. Fernández      | 4e tour (1/8)   | Monica Seles      |
| 1997  | 2e tour (1/32)   | Chanda Rubin      | 3e tour (1/16)           | Mary Pierce              | 4e tour (1/8)   | Nathalie Tauziat    | 1/4 de finale   | Venus Williams    |
| 1998  | 1/4 de finale    | Conchita Martínez | 4e tour (1/8)            | Lindsay Davenport        | 4e tour (1/8)   | Monica Seles        | 3e tour (1/16)  | Jana Novotná      |
| 1999  | 4e tour (1/8)    | Monica Seles      | 2e tour (1/32)           | Mariaan de Swardt        | 3e tour (1/16)  | Tamarine Tanasugarn | 2e tour (1/32)  | Magüi Serna       |
| 2000  | 4e tour (1/8)    | Martina Hingis    | 3e tour (1/16)           | Åsa Svensson             | 1er tour (1/64) | Anna Kournikova     | 4e tour (1/8)   | Martina Hingis    |
| 2001  | 3e tour (1/16)   | Justine Henin     | 4e tour (1/8)            | Martina Hingis           | 4e tour (1/8)   | Jennifer Capriati   | 4e tour (1/8)   | Venus Williams    |
| 2002  | 1er tour (1/64)  | Nathalie Dechy    | 1er tour (1/64)          | Paola Suárez             | 2e tour (1/32)  | Mary Pierce         | -               | -                 |
| 2003  | -                | -                 | -                        | -                        | -               | -                   | -               | -                 |
| 2004  | -                | -                 | 1er tour (1/64)          | Justine Henin            | -               | -                   | -               | -                 |

À droite du résultat, l’ultime adversaire.

### En double dames
| Année | Open d'Australie             | Open d'Australie          | Internationaux de France      | Internationaux de France   | Wimbledon                    | Wimbledon                 | US Open                     | US Open                    |
| ----- | ---------------------------- | ------------------------- | ----------------------------- | -------------------------- | ---------------------------- | ------------------------- | --------------------------- | -------------------------- |
| 1990  | -                            | -                         | 2e tour (1/16) Sylvie Sabas   | Nicole Provis Elna Reinach | -                            | -                         | -                           | -                          |
| 1991  | -                            | -                         | 1er tour (1/32) C. Suire      | P. Langrová R. Zrubáková   | -                            | -                         | 2e tour (1/16) P. Paradis   | Katrina Adams M. Bollegraf |
| 1992  | 2e tour (1/16) N. van Lottum | Leila Meskhi Mercedes Paz | 1er tour (1/32) P. Paradis    | Katrina Adams M. Bollegraf | 1er tour (1/32) P. Paradis   | R. Fairbank B. Nagelsen   | 2e tour (1/16) P. Paradis   | Lori McNeil Rennae Stubbs  |
| 1993  | 2e tour (1/16) L. Pleming    | G. Fernández N. Zvereva   | 1er tour (1/32) P. Paradis    | K. Godridge Maya Kidowaki  | 1er tour (1/32) P. Paradis   | Julie Halard Anke Huber   | 1er tour (1/32) P. Paradis  | Pam Shriver E. Smylie      |
| 1994  | 1er tour (1/32) M. Gaidano   | Steffi Graf P. Tarabini   | 1er tour (1/32) K. Quentrec   | Ann Grossman Caroline Vis  | 1er tour (1/32) K. Quentrec  | Anke Huber W. Probst      | 2e tour (1/16) Nancy Feber  | Pam Shriver E. Smylie      |
| 1995  | 2e tour (1/16) K. Quentrec   | Mana Endo N. Sawamatsu    | 1er tour (1/32) K. Quentrec   | M. Bernard C. Delisle      | 2e tour (1/16) Sophie Amiach | Julie Halard N. Tauziat   | 1er tour (1/32) A. Dechaume | L. Courtois Nancy Feber    |
| 1996  | 2e tour (1/16) A. Dechaume   | A. Coetzer M. de Swardt   | 2e tour (1/16) A. Dechaume    | A. Fusai Mercedes Paz      | 3e tour (1/8) A. Dechaume    | M. McGrath L. Neiland     | 3e tour (1/8) A. Dechaume   | S. Jeyaseelan Rene Simpson |
| 1997  | 1er tour (1/32) A. Dechaume  | S. Noorlander H. Vildová  | 1er tour (1/32) A. Dechaume   | C. Martínez P. Tarabini    | 2e tour (1/16) A. Dechaume   | S. Appelmans M. Oremans   | 2e tour (1/16) A. Dechaume  | L. Davenport Jana Novotná  |
| 1998  | 2e tour (1/16) A. Dechaume   | R. Dragomir Iva Majoli    | 2e tour (1/16) Julie Halard   | C. Barclay K. Guse         | 3e tour (1/8) A. Coetzer     | Silvia Farina L. Montalvo | 1er tour (1/32) Rita Grande | Katrina Adams M. Bollegraf |
| 1999  | 1er tour (1/32) Chanda Rubin | A. Coetzer Jessica Steck  | -                             | -                          | 1er tour (1/32) A. Dechaume  | Jana Novotná N. Zvereva   | Finale Chanda Rubin         | S. Williams V. Williams    |
| 2000  | 2e tour (1/16) Chanda Rubin  | F. Labat T. Tanasugarn    | 3e tour (1/8) Chanda Rubin    | Liezel Huber L. Montalvo   | 3e tour (1/8) Chanda Rubin   | K. Boogert M. Oremans     | 1/4 de finale Chanda Rubin  | S. Williams V. Williams    |
| 2001  | 3e tour (1/8) Mary Pierce    | Nicole Pratt Shaughnessy  | 1/4 de finale Roberta Vinci   | Lisa Raymond Rennae Stubbs | 2e tour (1/16) V. Razzano    | Kim Clijsters Ai Sugiyama | 1/2 finale Roberta Vinci    | Kimberly Po N. Tauziat     |
| 2002  | 3e tour (1/8) Roberta Vinci  | A. Coetzer Lori McNeil    | 1/4 de finale Roberta Vinci   | V. Ruano Paola Suárez      | 3e tour (1/8) Roberta Vinci  | Tina Križan K. Srebotnik  | -                           | -                          |
| 2004  | -                            | -                         | 1/2 finale Roberta Vinci      | V. Ruano Paola Suárez      | -                            | -                         | -                           | -                          |
| 2005  | -                            | -                         | 1er tour (1/32) Roberta Vinci | Domachowska S. Talaja      | -                            | -                         | -                           | -                          |

Sous le résultat, la partenaire ; à droite, l’ultime équipe adverse.

### En double mixte
| Année | Open d'Australie | Open d'Australie | Internationaux de France      | Internationaux de France    | Wimbledon                     | Wimbledon                 | US Open                     | US Open                 |
| ----- | ---------------- | ---------------- | ----------------------------- | --------------------------- | ----------------------------- | ------------------------- | --------------------------- | ----------------------- |
| 1990  | -                | -                | 2e tour (1/16) Winogradsky    | Laura Arraya Javier Frana   | -                             | -                         | -                           | -                       |
| 1992  | -                | -                | 1er tour (1/32) S. Simian     | M. Maleeva L. Lavalle       | -                             | -                         | -                           | -                       |
| 1996  | -                | -                | 2e tour (1/16) L. Barthez     | G. Fernández Cyril Suk      | -                             | -                         | 1/4 de finale Paul Kilderry | M. Bollegraf Rick Leach |
| 1997  | -                | -                | 1er tour (1/32) Paul Kilderry | K. Quentrec R. Gilbert      | 1er tour (1/32) Paul Kilderry | G. Helgeson Mark Keil     | -                           | -                       |
| 1999  | -                | -                | 3e tour (1/8) G. Raoux        | K. Radford Pavel Vízner     | 2e tour (1/16) Pavel Vízner   | Lisa Raymond Leander Paes | -                           | -                       |
| 2000  | -                | -                | -                             | -                           | 2e tour (1/16) Paul Kilderry  | Kim Clijsters L. Hewitt   | 2e tour (1/8) Diego Nargiso | K. Habšudová David Rikl |
| 2001  | -                | -                | 2e tour (1/8) A. Florent      | Lisa Raymond Leander Paes   | -                             | -                         | -                           | -                       |
| 2002  | -                | -                | 2e tour (1/8) Jeff Tarango    | Caroline Vis Michael Hill   | -                             | -                         | -                           | -                       |
| 2004  | -                | -                | 2e tour (1/8) Pavel Vízner    | D. Hantuchová T. Woodbridge | -                             | -                         | -                           | -                       |
| 2005  | -                | -                | 1/4 de finale Marc Gicquel    | S. Stosur Paul Hanley       | -                             | -                         | -                           | -                       |

Sous le résultat, le partenaire ; à droite, l’ultime équipe adverse.

## Parcours aux Masters

### En simple dames
| # | Date       | Nom de l'édition             | ($)       | Surface         | Résultat       | Ultime adversaire | Score         |          |
| - | ---------- | ---------------------------- | --------- | --------------- | -------------- | ----------------- | ------------- | -------- |
| 1 | 17/11/1997 | Chase Championships New York | 2 000 000 | Moquette (int.) | 1er tour (1/8) | Irina Spîrlea     | 6-3, 5-7, 6-4 | Parcours |
| 2 | 16/11/1998 | Chase Championships New York | 2 000 000 | Moquette (int.) | 1er tour (1/8) | Lindsay Davenport | 4-6, 7-6, 6-0 | Parcours |
| 3 | 15/11/1999 | Chase Championships New York | 2 000 000 | Moquette (int.) | 1er tour (1/8) | Martina Hingis    | 7-6, 7-6      | Parcours |
| 4 | 13/11/2000 | Chase Championships New York | 2 000 000 | Moquette (int.) | 1er tour (1/8) | Monica Seles      | 6-3, 6-4      | Parcours |
| 5 | 29/10/2001 | Sanex Championships Munich   | 3 000 000 | Dur (int.)      | 1/2 finale     | Serena Williams   | 6-3, 6-0      | Parcours |

### En double dames
| # | Date       | Nom de l'édition           | ($)       | Surface    | Résultat      | Partenaire    | Ultimes adversaires          | Score    |          |
| - | ---------- | -------------------------- | --------- | ---------- | ------------- | ------------- | ---------------------------- | -------- | -------- |
| 1 | 29/10/2001 | Sanex Championships Munich | 3 000 000 | Dur (int.) | 1/4 de finale | Roberta Vinci | Cara Black Elena Likhovtseva | 6-3, 6-4 | Parcours |

## Parcours aux Jeux olympiques

### En simple dames
| # | Date       | Nom de l'olympiade           | Surface    | Résultat        | Ultime adversaire | Score    |          |
| - | ---------- | ---------------------------- | ---------- | --------------- | ----------------- | -------- | -------- |
| 1 | 15/08/2004 | Olympic Tennis Event Athènes | Dur (ext.) | 1er tour (1/32) | Silvia Farina     | 6-2, 6-0 | Parcours |

### En double dames
| # | Date       | Nom de l'olympiade           | Surface    | Résultat      | Partenaire     | Ultimes adversaires            | Score         |          |
| - | ---------- | ---------------------------- | ---------- | ------------- | -------------- | ------------------------------ | ------------- | -------- |
| 1 | 15/08/2004 | Olympic Tennis Event Athènes | Dur (ext.) | 1/4 de finale | Nathalie Dechy | Paola Suárez Patricia Tarabini | 6-4, 1-6, 6-4 | Parcours |

## Parcours en Fed Cup
| #                                                                         | Date       | Lieu         | Surface         | Gagnante(s)                      | Perdante(s)                   | Score          |          |
|                                                                           |            |              |                 |                                  |                               |                |          |
| 1997 - 1/2 finale (groupe mondial) - France - Belgique - 3 : 2            |            |              |                 |                                  |                               |                |          |
| 1                                                                         | 12/07/1997 | Nice         | Terre (ext.)    | Dominique Monami                 | Sandrine Testud               | 4-6, 7-5, 6-4  | Parcours |
| 1                                                                         | 12/07/1997 | Nice         | Terre (ext.)    | Sandrine Testud                  | Sabine Appelmans              | 6-2, 6-4       | Parcours |
|                                                                           |            |              |                 |                                  |                               |                |          |
| 1997 - Finale (groupe mondial) - Pays-Bas - France - 1 : 4                |            |              |                 |                                  |                               |                |          |
| 2                                                                         | 04/10/1997 | Bois-le-Duc  | Moquette (int.) | Sandrine Testud                  | Brenda Schultz                | 6-4, 4-6, 6-3  | Parcours |
| 2                                                                         | 04/10/1997 | Bois-le-Duc  | Moquette (int.) | Sandrine Testud                  | Miriam Oremans                | 0-6, 6-3, 6-3  | Parcours |
|                                                                           |            |              |                 |                                  |                               |                |          |
| 1998 - 1/4 de finale (groupe mondial) - Belgique - France - 2 : 3         |            |              |                 |                                  |                               |                |          |
| 3                                                                         | 18/04/1998 | Gand         | Dur (int.)      | Sandrine Testud                  | Sabine Appelmans              | 6-3, 6-2       | Parcours |
| 3                                                                         | 18/04/1998 | Gand         | Dur (int.)      | Dominique Monami                 | Sandrine Testud               | 7-5, 7-67      | Parcours |
|                                                                           |            |              |                 |                                  |                               |                |          |
| 2000 - Round robin (groupe mondial) - Russie - France - 0 : 3             |            |              |                 |                                  |                               |                |          |
| 4                                                                         | 27/04/2000 | Moscou       | Moquette (int.) | Sandrine Testud                  | Elena Likhovtseva             | 6-1, 6-4       | Parcours |
|                                                                           |            |              |                 |                                  |                               |                |          |
| 2000 - Round robin (groupe mondial) - Australie - France - 1 : 2          |            |              |                 |                                  |                               |                |          |
| 5                                                                         | 28/04/2000 | Moscou       | Moquette (int.) | Jelena Dokić                     | Sandrine Testud               | 6-74, 7-5, 6-3 | Parcours |
|                                                                           |            |              |                 |                                  |                               |                |          |
| 2001 - 1/4 de finale (groupe mondial) - France - Italie - 4 : 1           |            |              |                 |                                  |                               |                |          |
| 6                                                                         | 21/07/2001 | Vittel       | Dur (ext.)      | Sandrine Testud                  | A. Serra Zanetti              | 6-4, 7-5       | Parcours |
| 6                                                                         | 21/07/2001 | Vittel       | Dur (ext.)      | Sandrine Testud                  | Maria Elena Camerin           | 6-3, 6-1       | Parcours |
|                                                                           |            |              |                 |                                  |                               |                |          |
| 2001 - Round robin (groupe mondial) - France - République tchèque - 3 : 0 |            |              |                 |                                  |                               |                |          |
| 7                                                                         | 08/11/2001 | Madrid       | Terre (int.)    | Sandrine Testud                  | Květa Hrdličková              | 6-4, 6-1       | Parcours |
| 7                                                                         | 08/11/2001 | Madrid       | Terre (int.)    | Nathalie Tauziat Sandrine Testud | Petra Cetkovská Alena Vašková | 6-3, 6-2       | Parcours |
|                                                                           |            |              |                 |                                  |                               |                |          |
| 2001 - Round robin (groupe mondial) - Russie - France - 2 : 1             |            |              |                 |                                  |                               |                |          |
| 8                                                                         | 09/11/2001 | Madrid       | Terre (int.)    | Nadia Petrova                    | Sandrine Testud               | 6-4, 6-4       | Parcours |
|                                                                           |            |              |                 |                                  |                               |                |          |
| 2001 - Round robin (groupe mondial) - France - Argentine - 2 : 1          |            |              |                 |                                  |                               |                |          |
| 9                                                                         | 10/11/2001 | Madrid       | Terre (int.)    | Clarisa Fernández                | Sandrine Testud               | Forfait        | Parcours |
|                                                                           |            |              |                 |                                  |                               |                |          |
| 2002 - 1er tour (groupe mondial) - Argentine - France - 2 : 3             |            |              |                 |                                  |                               |                |          |
| 10                                                                        | 27/04/2002 | Buenos Aires | Terre (ext.)    | Paola Suárez                     | Sandrine Testud               | 7-5, 6-4       | Parcours |

## Classements WTA en fin de saison

### En simple
| Année | 1989 | 1990 | 1991 | 1992 | 1993 | 1994 | 1995 | 1996 | 1997 | 1998 | 1999 | 2000 | 2001 | 2002 | 2003 | 2004 |
| Rang  | 265  | 167  | 118  | 106  | 98   | 81   | 41   | 41   | 13   | 14   | 13   | 17   | 11   | 38   | -    | 311  |

Source : (en) « Classements de Sandrine Testud », sur le site officiel du WTA Tour

### En double
| Année | 1989 | 1990 | 1991 | 1992 | 1993 | 1994 | 1995 | 1996 | 1997 | 1998 | 1999 | 2000 | 2001 | 2002 | 2003 | 2004 | 2005 |
| Rang  | 293  | 129  | 104  | 88   | 115  | 117  | 59   | 42   | 74   | 70   | 23   | 23   | 13   | 48   | -    | 61   | 258  |

Source : (en) « Classements de Sandrine Testud », sur le site officiel du WTA Tour